# Jan Hudec
Jan Hudec (Šumperk, 19 augustus 1981) is een in Tsjechoslowakije geboren Canadese alpineskiër. Hij vertegenwoordigde Canada op de Olympische Winterspelen 2010 in Vancouver, op de Olympische Winterspelen 2014 in Sotsji en op de Olympische Winterspelen 2018 in Pyeongchang. 

## Carrière
Hudec maakte zijn wereldbekerdebuut in februari 2002 in Sankt Moritz, een jaar later scoorde hij in Garmisch-Partenkirchen zijn eerste wereldbekerpunten. In november 2004 behaalde de Canadees in Lake Louise zijn eerste toptienklassering. Op 24 november 2007 boekte Hudec in Lake Louise zijn eerste wereldbekerzege.
Hudec nam vier keer deel aan de wereldkampioenschappen alpineskiën, op de wereldkampioenschappen alpineskiën 2007 in Åre veroverde hij de zilveren medaille op de afdaling.
Tijdens de Olympische Winterspelen van 2010 in Vancouver eindigde Hudec als drieëntwintigste op de Super G en als vijfentwintigste op de afdaling. In 2014 behaalde Hudec de bronzen medaille op de Super G tijdens de Olympische Winterspelen 2014.

## Resultaten

### Olympische Spelen
| Jaar | Plaats      | Resultaten               |
| ---- | ----------- | ------------------------ |
| 2010 | Vancouver   | 25e Afdaling 23e Super G |
| 2014 | Sotsji      | Super G · 21e Afdaling   |
| 2018 | Pyeongchang | 45e Afdaling DNF Super G |

### Wereldkampioenschappen
| Jaar | Plaats       | Resultaten               |
| ---- | ------------ | ------------------------ |
| 2003 | Sankt Moritz | 7e Super G               |
| 2007 | Åre          | Afdaling · 7e Super G    |
| 2009 | Val-d'Isère  | DNF Afdaling             |
| 2011 | Garmisch-P.  | 25e Afdaling DNF Super G |
| 2013 | Schladming   | 9e Afdaling 12e Super G  |
| 2017 | Sankt Moritz | 32e Super G 39e Afdaling |

### Wereldbeker

#### Eindklasseringen
| Seizoen   | Algm | AD  | SG  |
| --------- | ---- | --- | --- |
| 2002/2003 | 123e | -   | 44e |
| 2003/2004 | 116e | -   | 36e |
| 2004/2005 | 91e  | 37e | 45e |
| 2006/2007 | 69e  | 31e | 29e |
| 2007/2008 | 37e  | 13e | 24e |
| 2008/2009 | 101e | 39e | -   |
| 2009/2010 | 102e | 44e | 38e |
| 2010/2011 | 75e  | 26e | 45e |
| 2011/2012 | 16e  | 9e  | 6e  |
| 2012/2013 | 35e  | 21e | 15e |
| 2013/2014 | 34e  | 24e | 11e |
| 2014/2015 | 82e  | 43e | 30e |

#### Wereldbekerzeges
| Datum            | Plaats      | Onderdeel |
| ---------------- | ----------- | --------- |
| 24 november 2007 | Lake Louise | Afdaling  |
| 3 februari 2012  | Chamonix    | Afdaling  |